# Joseph Ralston
Joseph W. Ralston, född 4 november 1943 i Hopkinsville, Kentucky, är en pensionsavgången general i USA:s flygvapen. Ralston var USA:s vice försvarschef 1996-2000, och därefter efterträdde han Wesley Clark som SACEUR och militärbefälhavare för United States European Command 2000-2003.

## Biografi
Ralston blev officer i flygvapnet via ROTC och tog bachelorexamen i kemi vid Miami University i Oxford, Ohio. Han deltog i Vietnamkriget och flög attackflyg av typ F-105 Thunderchief baserade i Thailand. Ralston tog en masterexamen i personnel management vid Central Michigan University 1976. Därefter följde chefskurser vid US Army Command and General Staff College (1976), National War College (1984) och John F. Kennedy School of Government vid Harvard University (1989). Som generallöjtnant var Ralston chef för NORAD:s Alaskaregion 1992-1994 och var som fyrstjärning general befälhavare för flygvapnets huvudkommando Air Combat Command mellan juni 1995 och februari 1996, varefter han tillträdde som vice försvarschef. Ralston var försvarsminister William Cohens val att efterträda John Shalikashvili som försvarschef hösten 1997, men då en utomäktenskaplig förbindelse uppdagades var Ralston inte längre ett gångbart namn och det blev istället Hugh Shelton som utnämndes till försvarschef.
Ralston sitter i styrelsen för försvarsindustriföretaget Lockheed Martin, är vice styrelseordförande för konsultföretaget The Cohen Group (grundat av William Cohen) och utnämndes 2006 av president George W. Bush som särskilt sändebud för att bemöta/bekämpa den terroriststämplade kurdiska organisationen PKK.